# 安倍寧
安倍 寧（あべ やすし、1933年5月21日 - ）は、日本の音楽評論家。

## 人物・経歴
静岡県生まれ。東京都立日比谷高等学校、慶應義塾大学文学部仏文学科卒業。大学在学中の1955年、フリーライターとしてショー・ビジネス、芸能界に関わり、美空ひばり、越路吹雪、フランク・シナトラ、エルヴィス・プレスリー、ビートルズなどについて評論を書く。
1965年以降、ニューヨークのブロードウェイ、ロンドンのウエスト・エンドで多くのミュージカルを観る。日本レコード大賞実行委員、審査委員を務めた。浅利慶太は大学時代からの友人（1951年に慶應義塾大学で二人は出会った）であり、劇団四季取締役も務めた。その他、エイベックス・ホールディングス株式会社顧問など。

## 出演番組
- ジャズ・ワークショップ（エフエム東京）

## 著書
- 音楽界実力派 音楽之友社 1966
- 流行歌の世界 東亜音楽社 1966 (Toa popular library)
- 越路吹雪・愛の讃歌 PHP研究所 1978.9
- 劇団四季musicals 浅利慶太とロイド=ウェバー 日之出出版 1996.10
- ショウ・ビジネスに恋して 角川書店 1996.10
- Viva!劇団四季ミュージカル 日之出出版 2000.5
- ミュージカルにI love you 華麗な舞台の表裏 日之出出版 2006.7
- 喝采がきこえてくる ブロードウェイから東京まで、ショウ・ビジネスの光と影 ベストセラーズ 2007.5

## その他
- わが青春の北壁 1977年企画協力[3]

## 参考
- http://bookweb.kinokuniya.co.jp/htm/4584189935.html
- 文藝年鑑2007